# Université du Québec à Montréal
Ne doit pas être confondu avec Université de Montréal.

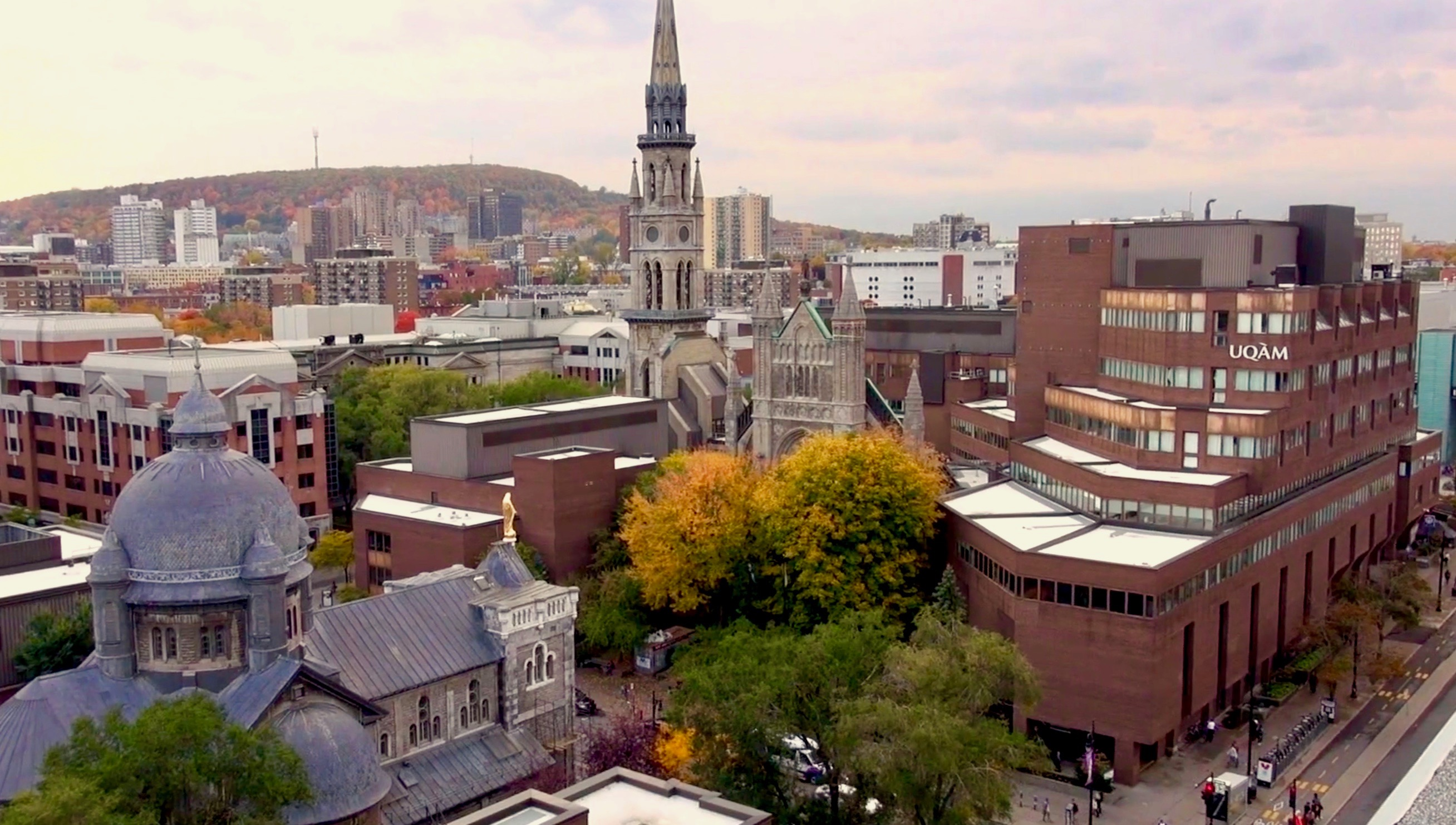
Vue générale du campus central de l'UQAM.

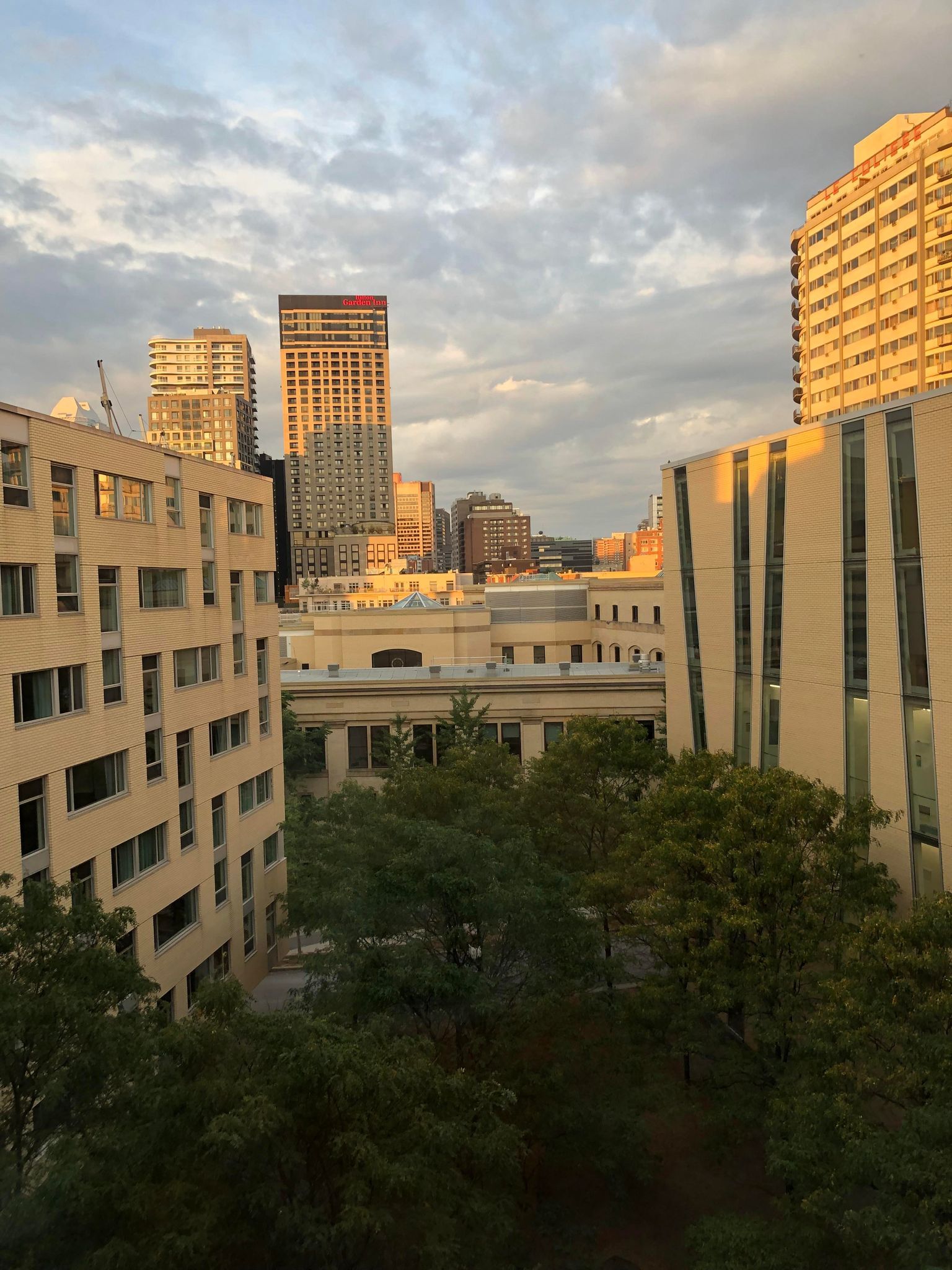
La vue des résidences de l'UQAM.

L’Université du Québec à Montréal (UQAM) est un établissement d'enseignement universitaire fondé en 1969 à Montréal, au Canada. Elle est affiliée à l'Université du Québec (UQ).
À l'automne 2024, l'université accueillait quelque 35 204 étudiants dans 350 programmes d'études, dont 5 551 étudiants étrangers provenant de 97 pays.

## Histoire
L'université a été créée le 9 avril 1968 par le gouvernement du Québec. Elle résulte de la fusion de l'École des beaux-arts de Montréal, du Collège Sainte-Marie et de trois écoles normales. « Créée dans la turbulence de la fin des années 1960, elle est l'une des manifestations les plus tangibles des valeurs de la Révolution tranquille. » 

### Démocratisation de l'enseignement supérieur
Avant l'arrivée de l'Université du Québec à Montréal, l'accès à l'éducation supérieure était limité pour les classes populaires francophones. En 1964, la commission Parent constate un écart important entre le taux de fréquentation universitaire des jeunes anglophones (11 %) et des jeunes francophones (4 %) au Québec. « L'UQAM est donc créée expressément pour venir hausser le taux de diplomation universitaire chez les francophones à Montréal. » 
De plus, grâce à la politique d'admission des adultes disposant d'une expérience professionnelle pertinente, la population étudiante a pu s'élargir aux catégories sociales préalablement exclues de l'éducation supérieure, créant ainsi un climat d'ouverture.

### Naissance du syndicalisme universitaire
L'UQAM est la première université canadienne où se développe le syndicalisme professoral. Le syndicat des professeurs de l'Université du Québec, qui est affilié dès sa naissance en 1970 à la Confédération des syndicats nationaux (CSN), a participé à l'effort de démocratisation du fonctionnement des instances universitaires.

### Patrimoine bâti
Au milieu des années 1970, la construction du campus de l'Université du Québec à Montréal se confirme dans le quartier Saint-Jacques. La vieille église Saint-Jacques de Montréal est condamnée et les fidèles sont déplacés vers la chapelle Notre-Dame-de-Lourdes de Montréal. L'architecte de l'université, Dimitri Dimakopoulos, choisit de respecter les plans de John Ostell et de Victor Bourgeau en décidant de greffer la nouvelle construction autour du mur de la nef de l'église donnant sur la rue Sainte-Catherine et en mettant en relief le clocher et son portail. Ces vestiges sont classés monuments historiques par le gouvernement du Québec. Les pavillons Hubert-Aquin et Judith-Jasmin sont inaugurés en septembre 1979, marquant les débuts du nouveau campus de l'UQAM. Ce campus prendra de l'ampleur au fil des années : le pavillon Thérèse-Casgrain est inauguré à l'automne 1989. Le pavillon de Danse (ancien pavillon Latourelle), qui sied sur la rue Cherrier, s'ajoute en 1991. Le pavillon des Sciences de la gestion est inauguré en 1990, et prend le nom J.A. De Sève à partir de 1995, il est inauguré officiellement sous cette appellation en 1999. Le pavillon de Mode est inauguré le 11 mars 2015 afin d'accueillir l'École supérieure de mode. L'architecte Julia Lianis, signe la modernisation du bâtiment, situé sur la rue Sainte-Catherine.

## Gouvernance
L'originalité de l'UQAM fut d'abord l'existence d'une double structure séparant la gestion des programmes de premier cycle de celle de ressources professorales. Cela s'est traduit, d'un côté, par l'existence de familles regroupant des modules administrant des programmes de premier cycle et, de l'autre, par la présence de départements chargés de l'encadrement des ressources professorales et des programmes d'études supérieures. L'avantage de cette double structure a été de favoriser l'interdisciplinarité dans les programmes de premier cycle et l'autonomie de gestion des programmes et des ressources. En fonction depuis le 27 avril 2023, le recteur actuel est Stéphane Pallage. Il a auparavant été recteur de l'Université du Luxembourg.

### Liste des recteurs
| Années      | Nom              |
| ----------- | ---------------- |
| 1969-1974   | Léo-A. Dorais    |
| 1974-1977   | Maurice Brossard |
| 1977-1986   | Claude Pichette  |
| 1986        | Pierre Brossard  |
| 1986-1996   | Claude Corbo     |
| 1996        | Gilbert Dionne   |
| 1996-2000   | Paule Leduc      |
| 2000-2001   | Gilbert Dionne   |
| 2001-2006   | Roch Denis       |
| 2006-2008   | Danielle Laberge |
| 2008-2013   | Claude Corbo     |
| 2013-2018   | Robert Proulx    |
| 2018-2023   | Magda Fusaro     |
| 2023        | Louis Baron      |
| Depuis 2023 | Stéphane Pallage |

### Liste des chanceliers
| Années      | Nom                    |
| ----------- | ---------------------- |
| 1995-2008   | Pierre Jean Jeanniot   |
| 2008-2013   | Réal Raymond           |
| 2013-2024   | Position non attribuée |
| Depuis 2024 | Pauline Marois         |

### Instances
L'Université du Québec à Montréal est une institution fondée sur un mode de participation décisionnelle. Depuis sa création, elle s'appuie sur un ensemble d'instances dont une des caractéristiques est d'être composée des différentes parties prenantes de l'université : des administrateurs, des professeurs et des étudiants. Ces instances ont juridiction aussi bien en matière de développement académique (programmes d'enseignement et recherche) et de gestion des ressources.
Dès sa fondation, comme les autres composantes de l'UQ, l'UQAM se voyait dotée d'instances prévues par la loi constitutive de l'UQ : la commission des études et le conseil d'administration. En plus de ces instances, l'UQAM était aussi dotée de trois sous-commissions se rapportant à la commission des études : la sous-commission du premier cycle, la sous-commission des études avancées et de la recherche et la sous-commission de la gestion des ressources. La commission des études se rapporte au conseil d'administration pour toute question ayant des impacts financiers sur le budget de l'université.
Au début des années 2000, des prérogatives ont été dévolues aux facultés, créant les conseils académiques facultaires qui se rapportent à la commission des études pour un certain nombre de questions. Du même souffle, la sous-commission du premier cycle et la sous-commission des études avancées et de la recherche ont été abolies.

#### Commission des études
La commission des études prépare et soumet à l'approbation du conseil d'administration les règlements relatifs à l'enseignement et à la recherche et notamment ceux concernant les procédures régissant les domaines suivants : la structure académique des départements et des facultés ; la création et la modification des programmes ; l'émission des diplômes ; l'attribution des postes de professeurs et l'admission, l'inscription et la gestion des dossiers étudiants.
La commission des études se compose des membres suivants nommés par le conseil d’administration : recteur ; vice-recteur à la vie académique ; vice-recteur à la recherche, à la création et à la diffusion ; professeurs (7) ; étudiants (7) ; chargés de cours (3) ; employés de soutien (2) ; registraire.

#### Conseil d'administration
Le conseil d'administration se compose des membres suivants, nommés par le conseil des ministres du gouvernement du Québec : recteur ; vice-recteurs (2) ; professeurs (3), étudiants (2), chargé de cours ; une personne représentant les collèges d’enseignement général et professionnel (cégep) ; personnes représentant les milieux sociaux, culturels, des affaires et du travail (5), diplômé de l'université.
Le conseil d'administration exerce les droits et pouvoirs de l'université selon la Loi sur l'Université du Québec (RLRQ C.U-1). Il peut faire des règlements concernant la régie interne de l'Université, la nomination et les fonctions des membres du personnel de l'Université, la gestion des biens de l'Université, l'étendue des pouvoirs du comité exécutif et la durée du mandat de ses membres. Il approuve les budgets de l'université. Les comités qui relèvent du conseil d'administration sont : le comité exécutif, le comité d'audit, le comité de la vie étudiante, le comité conseil sur les technologies de l'information et de la communication, le comité de discipline et comité de révision et le comité sur les infractions de nature académique.

## Cadre urbain

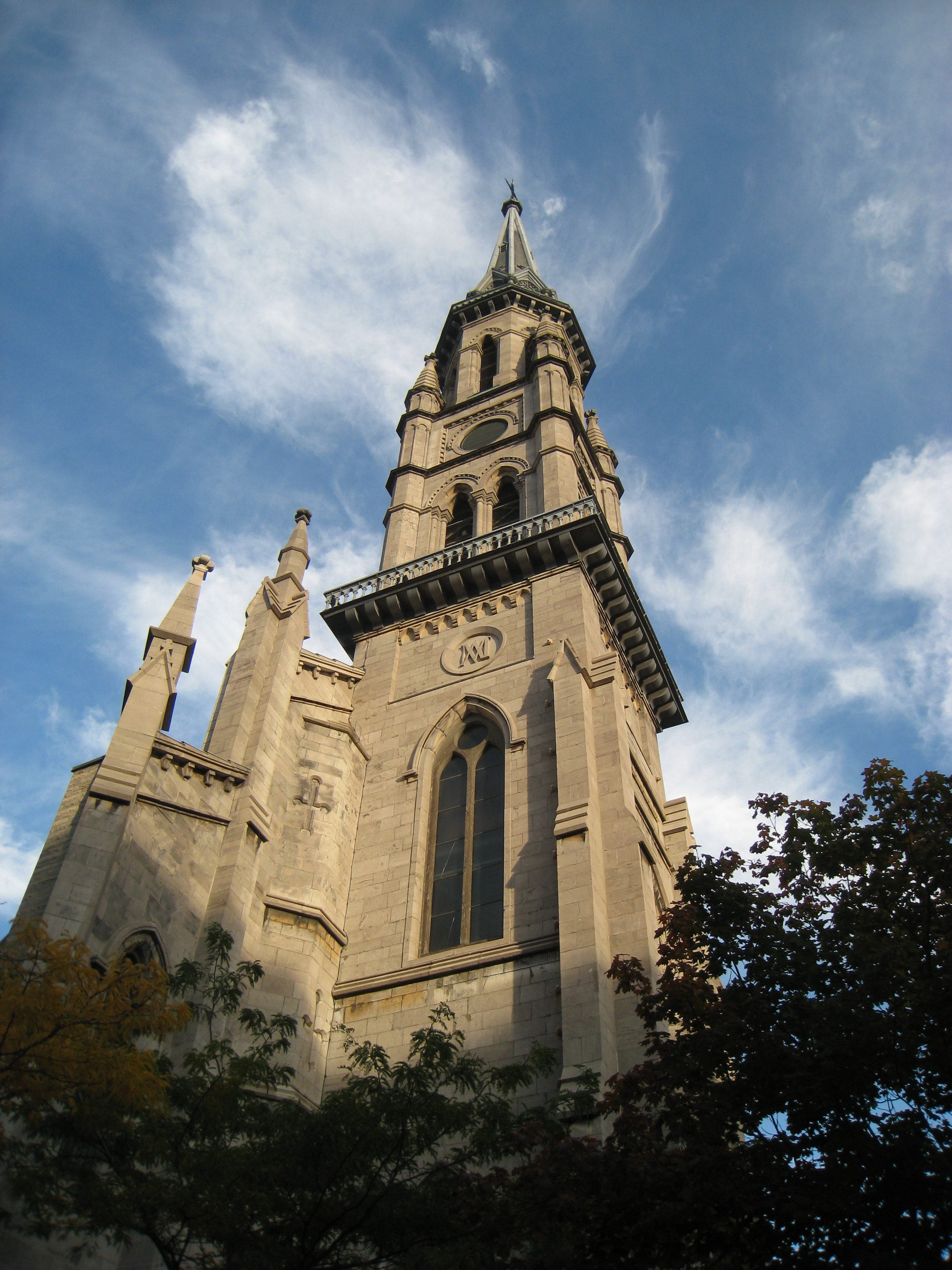
Campus de l'université.

L'UQAM est située au centre-ville de Montréal : le campus central est près de la station de métro à laquelle il donne partiellement son nom (Berri-UQAM), alors que le Complexe des sciences Pierre-Dansereau est près de la station Place-des-Arts (où la construction d'un nouveau pavillon a débuté en 2004). Le secteur de l'UQAM et de l'Université de Montréal, à proximité, est appelé « Quartier latin ».
L'Université offre de la formation sur son campus montréalais ainsi que dans ses quatre campus en région métropolitaine : Campus de Lanaudière, Campus de Laval, Campus de Longueuil et Campus de l'Ouest-de-l'île.
L'aménagement des bâtiments est tel qu'il permet la coexistence d'une piste cyclable et de plusieurs stations de vélo libre-service Bixi près de tous les pavillons. Une exposition virtuelle permet de découvrir l'université sur trois volets.

## Effectif et partenariats
À l'automne 2024, l'université accueillait quelque 35 204 étudiants et étudiantes dont 5 551 étudiants et étudiantes étrangers provenant de 97 pays, et ce, dans un total de 365 programmes d'études distincts.
| 2009   | 2010   | 2011   | 2012   | 2013   | 2014   | 2015   | 2016   | 2017   | 2018   | 2019   | 2020   | 2021 | 2022   | 2023   | 2024   |
| ------ | ------ | ------ | ------ | ------ | ------ | ------ | ------ | ------ | ------ | ------ | ------ | ---- | ------ | ------ | ------ |
| 39 018 | 40 265 | 41 500 | 41 320 | 42 935 | 43 945 | 43 180 | 42 617 | 41 609 | 40 738 | 38 017 | 39 403 | -    | 35 212 | 33 903 | 35 204 |

L'UQAM gère plus de 714 ententes avec plus de 417 partenaires (Paris 1 Panthéon-Sorbonne, Sciences Po Paris, University College London…), dans 63 pays et dans une centaine de domaines.

## Facultés, départements, écoles et instituts
En 2024, l'UQAM compte sept facultés et une école, subdivisées en 41 départements et écoles ainsi que 6 instituts :

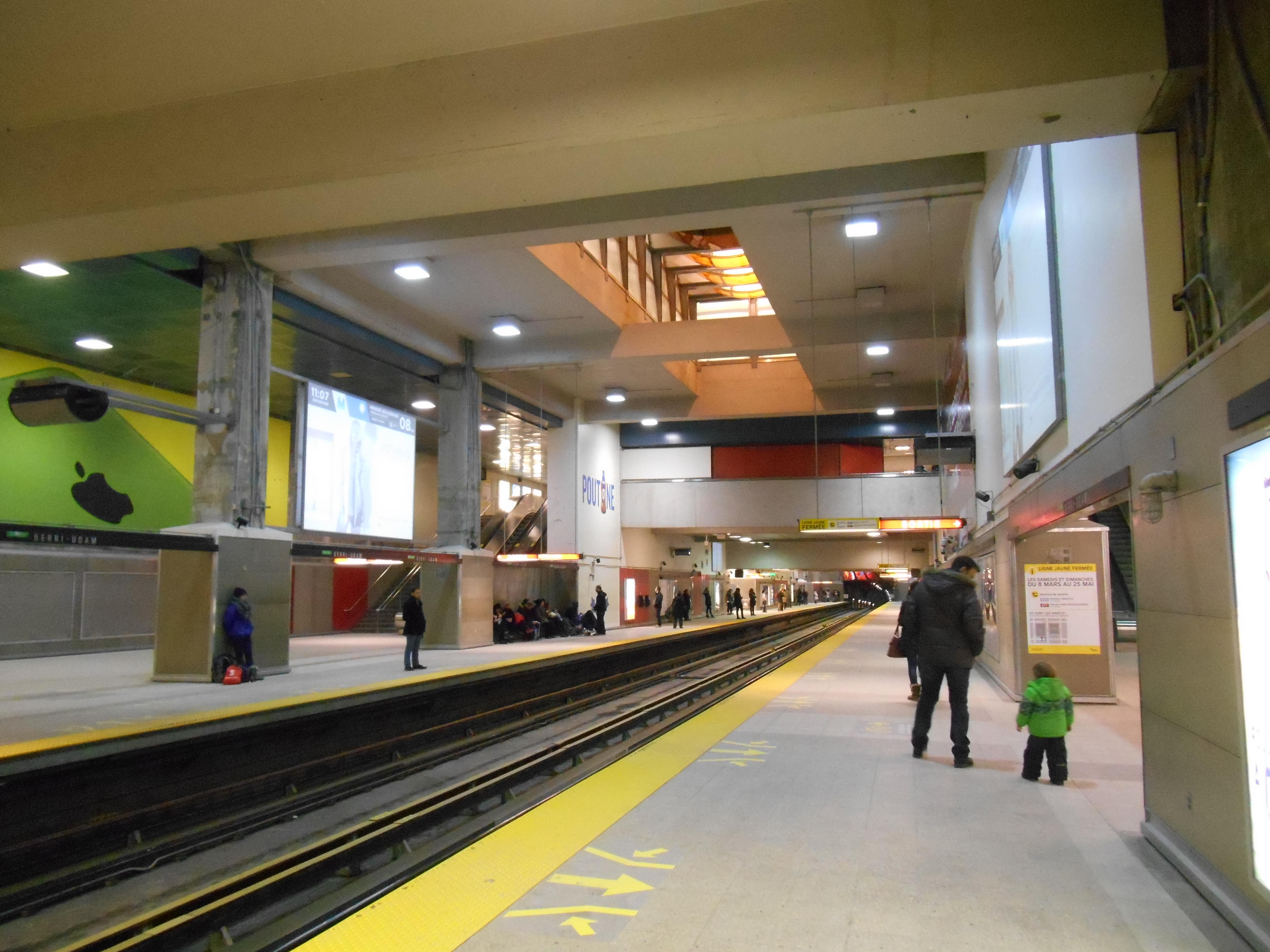
La station de métro Berri-UQAM à Montréal, au Québec.

### Faculté des arts
- Département de danse
- Département d'études littéraires
- Département d'histoire de l'art
- Département de musique
- École des arts visuels et médiatiques
- École de design
- École supérieure de théâtre
- Institut du patrimoine

### Faculté de communication
- Département de communication sociale et publique
- École de langues
- École des médias

### Faculté de science politique et de droit
- Département de science politique
- Département des sciences juridiques
- Institut d'études internationales de Montréal

### Faculté des sciences
- Département de chimie
- Département d'informatique
- Département de mathématiques
- Département des sciences biologiques
- Département des sciences de l'activité physique
- Département des sciences de la Terre et de l'atmosphère
- Institut des sciences de l'environnement (ISE)

### Faculté des sciences de l'éducation
- Département de didactique
- Département de didactique des langues
- Département d'éducation et formation spécialisées
- Département d'éducation et pédagogie

### École des sciences de la gestion
- Département d'analytique, opérations et technologies de l'information
- Département d'études urbaines et touristiques
- Département de finance
- Département de management
- Département de marketing (commerce international)
- Département d'organisation et ressources humaines
- Département de sciences comptables
- Département des sciences économiques
- Département de stratégie, responsabilité sociale et environnementale
- École supérieure de mode

### Faculté des sciences humaines
- Département de géographie
- Département d'histoire
- Département de linguistique
- Département de philosophie
- Département de psychologie
- Département de sciences des religions
- Département de sexologie
- Département de sociologie
- École de travail social
- Institut de recherches et d'études féministes (IREF)
- Institut Santé et société (ISS)
- Institut des sciences cognitives

## Domaines de pointe
Au fil des années, l'UQAM a développé des domaines d'étude et de recherche qui mettent l'accent sur l'interdisciplinarité et l'ouverture sur les questions sociales.

### Études féministes
Les études féministes, comme champ pluridisciplinaire de production de savoirs engagés dans la transformation des rapports sociaux de sexe, se sont développées à l’UQAM, à partir du début des années 1970, en lien étroit avec le mouvement des femmes sur fond d’une mouvance sociopolitique sans précédent au Québec. Leur émergence résulte de la volonté de jeunes professeures et chargées de cours de l’UQAM de remettre en cause le caractère partiel et partial des savoirs académiques et scientifiques traditionnel et de mettre un terme à leur exclusion des lieux de production du savoir.
L’amorçage
Fortes de la conviction que les femmes doivent participer à la construction et à la transmission des savoirs qui les concernent, une vingtaine de ces jeunes universitaires, dont deux hommes et trois chargées de cours, organisent en 1972 un cours collectif et multidisciplinaire sur l’histoire des femmes. Selon les sources consultées, plus de 200 étudiantes et une dizaine d’étudiants suivent le cours. Le succès rencontré par cette première initiative en milieu universitaire francophone montrait bien que celle-ci répondait à des attentes et appelait au développement d’une programmation ayant pour objet « la condition des femmes ».
Les débuts
Dès l’année suivante, des cours adoptant une approche féministe apparaissent aux programmes des départements d’histoire, de sociologie, de sciences religieuses et de biologie. Ceux-ci constituent l’assise sur laquelle se construira au fil des décennies une programmation structurée, diversifiée et multidisciplinaire qui établira au sein de l’UQAM une véritable pratique et traditions d’études et de recherche féministes.
La croissance 
Rapidement, les professeures impliquées dans cette initiative réalisent qu’elles doivent présenter un front concerté pour que les études féministes soient reconnues comme champ académique légitime et compatible avec l’esprit scientifique. C’est donc en 1976, avec la création du Groupe interdisciplinaire d'études et de recherches féministes (GIERF), que les études féministes prennent leur véritable essor à l’UQAM. L'approche à l'enseignement et à la recherche qui est alors privilégiée est volontairement distincte de celle des Women's Studies, davantage pratiquée en Amérique du Nord. Les membres du GIERF, s’appuyant sur une définition des études féministes comme champ pluridisciplinaire de production de savoirs engagés dans la transformation des rapports sociaux de sexe, décident de ne pas demander la création d’un programme ou d’un département d’études sur les femmes, mais plutôt de favoriser le développement de cours et de projets de recherche dans le plus grand nombre possible de départements, comme le souligne la sociologue Francine Descarries. « Les féministes n’ont pas voulu d’un savoir "à part" mais d’un savoir qui bouscule le sexisme et l’androcentrisme des disciplines traditionnelles jusque dans leurs fondements. Elles n’ont pas quémandé une petite place pour "la femme" ou le féminin à l’orée des connaissances, mais revendiqué d’inscrire la question féministe dans les trames paradigmatiques pour que l’on pense et produise différemment le savoir en intégrant pleinement les genres et les rapports sociaux de sexe » selon Marie-Andrée Roy, ancienne directrice de l'Institut de recherche et d'études féministes (IREF).
La maturité
C’est sur la base de cette première expérience et de la reconnaissance de l’expertise développée par un noyau de plus en plus important de professeures dynamiques et engagées que l’UQAM, le 18 décembre 1990, donne son aval à la création de l’Institut de recherche et d’études féministes (IREF). Dans la continuité du mandat accordé au GIERF, l’IREF a pour principal mission de promouvoir, développer et coordonner la formation et la recherche féministe dans une perspective inter et multidisciplinaire, et d’intensifier la collaboration avec les groupes de femmes, notamment dans le cadre du Protocole UQAM-Relais-femmes. L’IREF regroupe en 2020 environ 660 membres professeures, chercheuses, chargées de cours, professionnelles, étudiantes et étudiants de l’UQAM ainsi que des professeures et des membres associées d’autres milieux universitaires et communautaires.
Direction
Se sont succédé à la direction de l'IREF :
- Anita Caron, Département des sciences religieuses (1990-1993)
- Jacqueline Lamothe, Département de linguistique (1993-1995)
- Léa Cousineau (intérim), Bureau de la coopération internationale (1995-1996)
- Évelyne Tardy, Département de science politique (1995-1996)
- Micheline de Sève, Département de science politique (1998-2001)
- Christine Corbeil, École de travail social (2001-2006)
- Marie-Andrée Roy, Département des sciences de religions (2006-2011)
- Sylvie Paré, Département d'études urbaines et touristiques (2011-2013)
- Rachel Chagnon, Département des sciences juridiques (2014-2020)

Enseignement
Au-delà des activités de diffusion et de transfert des connaissances inscrites à sa programmation, l’IREF, depuis sa création, a présidé à l’implantation d’un programme de concentration en études féministes, amorcé dès 1990 au premier cycle, et offert maintenant aux trois cycles d’enseignement. S’ajoute à cette offre d’enseignement, un programme de certificat largement fréquenté par des intervenantes des milieux de pratique. Au moins une soixantaine de cours, dont une dizaine aux cycles supérieurs, sont offerts chaque année en collaboration avec plusieurs départements de l’UQAM. Au cours des dernières années, ces cours ont attiré annuellement environ 1500 étudiantes et étudiants.
Recherche
Plusieurs équipes de recherche sont également accueillies au sein de l’IREF. Leurs travaux se déploient sur un vaste continuum de thématiques et de disciplines à travers lesquelles sont abordés des questions relatives à la dynamique des rapports sociaux de sexe, la diversité des expériences des femmes, les genres, l’identité, les représentations et les théories féministes.
Le développement de la recherche féministe à l’UQAM a aussi fortement profité de l’intégration d’une approche partenariale dans les pratiques de recherche de ses professeures et de la volonté de ces dernières de maintenir un lien privilégié et solidaire avec les groupes de femmes du Québec. Cette conception de la recherche reçoit l’aval institutionnel et mène, en 1982, à la signature d’un protocole de partenariat entre les groupes de femmes et les chercheuses universitaires. Connu sous le nom de Protocole UQAM/Relais-femmes, ce partenariat continue, à ce jour, de favoriser l’accès des groupes de femmes aux ressources universitaires et, par effet de retour, le contact des chercheuses avec la pratique et les champs d’action sociale développés par les groupes.
Réalisations
Grâce à son expertise et la présence d’une masse critique de chercheuses féministes, l’IREF a également été en mesure d’être à l’initiative de la création d’un Réseau québécois en études féministes (RéQEF) reconnu par le Fonds de recherche du Québec - Société et culture (FRQSC) depuis 2011. Le RéQEF œuvre à fédérer l’ensemble des ressources en recherche féministe au Québec, de promouvoir la recherche dans ce champ et de faire émerger des savoirs et des pratiques socialement ciblés. Aujourd’hui le RéQEF représente le plus important réseau d’universitaires féministes de la francophonie au carrefour des universités, des disciplines et des perspectives théoriques. Près de 100 professeures affiliées à 11 différentes universités en sont membres régulières et collaboratrices, auxquelles s’ajoutent une quinzaine de chercheuses des milieux de pratique représentant autant de groupes membres.
En août 2015, l’UQAM accueillait, le 6e Congrès international des recherches féministes dans la francophonie. L’IREF et le RéQEF assumaient la coresponsabilité de cet événement auquel ont participé plus de 1 200 chercheuses francophones du monde entier[source insuffisante].
Ce rapide survol pourrait être complété par l’évocation de nombreuses autres initiatives et réalisations. Il permet néanmoins de constater que la contribution de nombreuses professeures et chargées de cours de l’UQAM et l’accueil de l’institution à leurs propositions, ont favorisé, au fil des années le développement d’un champ d’études qui traverse plusieurs disciplines et thématiques, et mobilise un nombre de plus en plus important de ressources professorales et d’étudiantes et d’étudiants. Pionnière de l’institutionnalisation des études féministes dans la francophonie, l’UQAM, particulièrement à travers l’IREF, s’est en conséquence positionnée comme chef de file du développement universitaire des savoirs et de la création féministes au Québec.

### Recherche-création
L'UQAM est pionnière sur les formations au niveau doctoral de recherche-création. La première thèse soutenue en recherche-création est celle de Diane Poitras, en 2014, sous la direction de Gilles Coutlée.

### Développement Logiciel

#### Logiciels d'analyse de texte par Ordinateur
L'UQAM a donné naissance au Centre d’ATO qui, depuis sa fondation en 1983, est un lieu pionnier d’expertise en analytique avancée, en formation universitaire et en développement de méthodes informatiques pour l’analyse de données langagières assistée par ordinateur, que l’analyse soit quantitative, qualitative ou mixte. Le Centre est devenu au Québec un véritable chef de file dans son domaine, établissant de nombreuses alliances productives avec les secteurs privé et public. Le Centre s'est particulièrement fait connaître grâce aux logiciels SATO et Sémato

## Centres de recherches associés à l'université

### Chaire Raoul-Dandurand en études stratégiques et diplomatiques
La Chaire Raoul-Dandurand de l'Université du Québec à Montréal (UQAM), est une des chaires en études stratégiques et diplomatiques les plus prestigieuses au Canada. Fondée en 1996 par le professeur Charles-Philippe David, elle a une mission d'analyse, de formation et de diffusion auprès des étudiants, des chercheurs, des médias, des décideurs politiques et économiques ainsi qu'auprès du public. Dirigée depuis juillet 2016 par le professeur Frédérick Gagnon, elle rassemble une trentaine de chercheurs en résidence, environ 70 chercheurs et membres associés et une trentaine de membres externes. Elle est constituée de quatre observatoires :
L’observatoire sur les États-Unis (OSEU) est coprésidé par Ginette Chenard, ex-déléguée du Québec à Atlanta et Charles-Philippe David, diplômé de Princeton et professeur titulaire au Département de science politique de l'UQAM. Il est dirigé par Frédérick Gagnon, titulaire de la Chaire Raoul-Dandurand et professeur au Département de science politique de l'UQAM. Cet observatoire analyse, depuis 2002, les débats de société aux États-Unis et la politique étrangère américaine. Il rassemble les experts de la recherche canadienne sur les États-Unis et un réseau international d'américanistes provenant de diverses disciplines.
L’observatoire de géopolitique (OG) est présidé par Yann Roche, professeur titulaire au Département de géographie de l'UQAM et dirigé par Elisabeth Vallet, directrice scientifique de la Chaire Raoul-Dandurand et professeure associée au Département de géographie de l'UQAM. Fruit d'un partenariat entre la Chaire Raoul-Dandurand et le Département de géographie de l'UQAM depuis 2006, cet Observatoire s'intéresse aux enjeux géopolitiques internes et externes des États et des grands ensembles géopolitiques, aux frontières et murs frontaliers, aux migrations, aux questions de cyberguerre, de drones et de robotisation de la guerre.
L’observatoire sur le Moyen-Orient et l'Afrique du Nord (OMAN) est présidé par Jean-François Lépine, journaliste québécois et depuis 2015, « Représentant du Québec en Chine », et dirigé par Sami Aoun, professeur à l'École de politique appliquée de l'Université de Sherbrooke. L'observatoire développe, depuis 2008, ses recherches autour de deux grands axes, soit la violence et la mondialisation. Ses travaux ont pour objectif de nourrir les débats théoriques autour de ces thèmes, tout en produisant des connaissances concrètes sur la région.
Le Centre FrancoPaix en résolution des conflits et missions de paix est présidé par Michel Duval, ancien ambassadeur canadien à l'ONU de 1997 à 2002 et dirigé par Bruno Charbonneau, professeur agrégé au département de science politique de l'Université Laurentienne. Dans le cadre des efforts et des objectifs stratégiques de l’Organisation internationale de la Francophonie (OIF) en matière de prévention et gestion des conflits, le Centre FrancoPaix s'intéresse, depuis 2016, à la prévention des conflits, aux missions de paix et aux opérations humanitaires. Suivant une approche multidisciplinaire, ses travaux ont notamment pour objectif de faire le lien entre la recherche et la pratique sur le terrain. Chaque printemps, le Centre FrancoPaix organise également des écoles d'été sur les missions de paix, les opérations humanitaires et la consolidation de la paix.
La Chaire Raoul-Dandurand et ses observatoires travaillent collectivement sur des thèmes transversaux comme la sécurité, le terrorisme et les conflits armés.

### Centre de recherche et d’intervention sur le suicide et l’euthanasie
Le Centre de recherche et d’intervention sur le suicide et l’euthanasie (CRISE) est un organisme pluridisciplinaire voué à l’étude des questions relatives au suicide et à l’euthanasie. Il est rattaché à la Faculté des sciences humaines de l’UQAM.
Fondé en 1997, le CRISE est l’initiative de professeurs et d'étudiants au doctorat en psychologie communautaire à l’UQAM désireux de mettre au point une approche écologique et interdisciplinaire des problèmes liés au suicide et à l’euthanasie. Le but visé est de profiter de l’expertise de chercheurs issus d’institutions et d’associations diverses, dont l’Association québécoise de prévention du suicide, pour mieux comprendre la problématique du suicide et de sa prévention. Auparavant, les spécialistes du domaine ne disposaient d’aucune plateforme d’échange et demeuraient isolés.
Le CRISE poursuit quatre objectifs ayant comme finalité la diminution du nombre de suicides et des comportements suicidaires. À savoir :
- développer la recherche sur le suicide et l’euthanasie ;
- améliorer le transfert et l’application des connaissances sur le sujet ;
- soutenir le développement de l’expertise en recherche ;
- accroître le partenariat entre les chercheurs, les milieux de pratique et les gestionnaires pour favoriser l’avancement des connaissances[49].

La direction du CRISE se compose d’un directeur général, d’un directeur adjoint, d’un coordonnateur de recherche, d’un bibliothécaire de recherche, d’un secrétaire et d’un agent de communication. L’ensemble des membres se rencontre quatre fois par semestre pour faire connaître les résultats de recherche, discuter de problèmes variés et planifier des projets. Un comité de direction constitué de professionnels, de chercheurs et d’étudiants assiste le directeur général dans ses fonctions.
Le CRISE regroupe une soixantaine de professeurs, chercheurs, étudiants et intervenants provenant d’universités, d’hôpitaux, de centres de recherche, de centres de santé et de services sociaux (CSSS) ainsi que de l’Institut national de santé publique du Québec. De nombreux organismes sont des partenaires du CRISE, notamment l’Association des centres jeunesse du Québec, l’Association québécoise de prévention du suicide, l’Association québécoise de schizophrénie, les centres de prévention du suicide (CPS) et quelques centres locaux de services communautaires (CLSC).
Depuis sa création, le CRISE accueille des stagiaires postdoctoraux grâce à des subventions octroyées par les Instituts de recherche en santé du Canada (IRSC) et par le Fonds de recherche en santé du Québec (FRSQ). Les stages visent à développer des habiletés en recherche de pointe chez des chercheurs spécialisés dans des disciplines différentes : psychiatrie, psychologie, anthropologie, épidémiologie, santé publique, neurosciences et disciplines connexes. Le Centre offre aussi des instituts d’été pour mettre à jour les connaissances et trouver de nouvelles méthodes de recherche.
Le CRISE dispose d’un centre de documentation répertoriant plus de 30 000 documents : revues savantes, monographies, actes de congrès, rapports, manuscrits, statistiques, mémoires, thèses, programmes de prévention et ressources audiovisuelles.
Le CRISE sera l'hôte du 28e congrès mondial de l'Association internationale pour la prévention du suicide (IASP), qui aura lieu à Montréal du 16 au 20 juin 2015.

### Institut de recherche et d'études féministes
L’Institut de recherches et d’études féministes, communément appelé IREF, est voué à la formation et à la recherche féministes dans une perspective interdisciplinaire. À travers l’enseignement et les recherches de ses membres, il participe à la production, la transmission et la mobilisation des savoirs féministes.

### Laboratoire sur la communication et le numérique
Le LabCMO – Laboratoire sur la communication et le numérique (anciennement appelé le Laboratoire de communication médiatisée par ordinateur) regroupe des chercheur.e.s s’intéressant aux usages des technologies et médias numériques sous l’angle des mutations qu’ils suscitent dans la société.
Fondé en 2001 par Serge Proulx, le LabCMO regroupe une vingtaine de professeures et professeurs et plus de 70 étudiants, et postdocs en communication, sociologie, STS (science, technologie et société) et disciplines connexes, dans cinq universités. Il est basé à l’UQAM et à l’Université Laval, où il est codirigé respectivement par Florence Millerand (Département de communication sociale et publique) et Guillaume Latzko-Toth (ULaval).
Le LabCMO est soutenu par le Fonds de recherche du Québec – Société et culture et affilié au Centre interuniversitaire de recherche sur la science et la technologie (CIRST). Actuellement, ses trois axes de recherche portent sur les mutations de la sociabilité et de l’agir politique (axe 1), les mutations du travail et de l’activité contributive (axe 2) et les méthodes de recherche sur les usages (axe 3). Le LabCMO a notamment organisé une série d'activités consacrées à Wikipédia en 2019-2020, à l'occasion du cinquantième anniversaire de l'UQAM.

### LabFluens -  Laboratoire sur la communication et l'influence
Le Laboratoire sur l’influence et la communication étudie les pratiques communicationnelles qui permettent à l’influence de s’exercer dans un contexte donné, et de générer ainsi des effets ou affects quantifiables, d’être un objet quantifiable, manipulable, qui suscite l’adhésion (ou l’acceptation), l’engagement ou encore la mobilisation. Plus particulièrement, Labfluens vise à développer des recherches collectives, des productions (rapports, analyses) et événements scientifiques se concentrant sur les actions organisationnelles génératrices d’influence : relations publiques, gestion de communautés en ligne, mobilisation « d’influenceurs numériques », astroturfing, lobbying, mécénat, publicité, agnotologie ou encore relations de presse.
Fondé en 2021, il regroupe une vingtaine de membres professeurs et étudiants en communication, en provenance de l'UQAM, de l'Université Laval et de l'Université de Sherbrooke. Il est actuellement dirigé par le professeur Camille Alloing, PhD.
Le LabFluens a repris la structure de l'ancienne Chaire en relations publiques de l'UQAM, alors dirigée par Bernard Motulsky.

### Relations internationales
L'université est membre de l’Université de l'Arctique. UArctic est un réseau international d’universités, d’instituts de recherche et d’organisations ayant pour but de promouvoir, coordonner et soutenir la recherche ainsi que l’éducation en régions arctiques.
L'université participe également au programme north2north. Il s’agit d’un programme d’échange académique permettant aux étudiants de partir dans différentes institutions du grand nord.

## Campus et pavillons

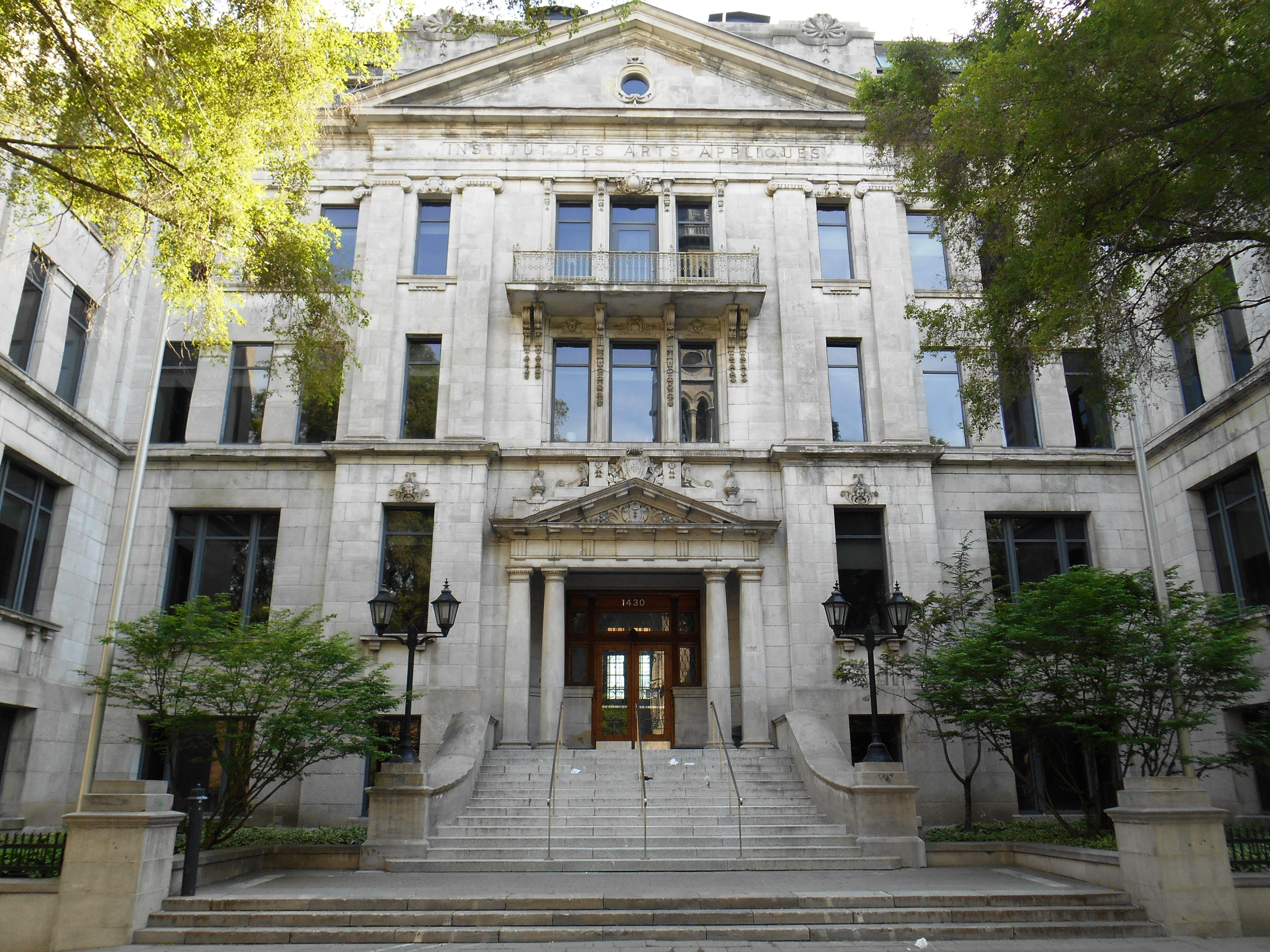
UQAM Pavillon Athanase-David.

Le campus principal de l'UQAM est composé des pavillons suivants
- Hubert-Aquin
- Hubert-Aquin Annexe
- Saint-Denis
- Berri
- Maisonneuve
- Centre sportif de l'UQAM
- Athanase-David
- Du Faubourg
- Design
- Mode
- J.-A.-DeSève
- Design, Annexe
- Musique
- Judith-Jasmin
- Judith-Jasmin Annexe
- Danse
- 1001 de Maisonneuve Est
- Paul-Gérin-Lajoie
- Centre Pierre-Péladeau
- Sciences de la gestion
- Résidences universitaires
- Sainte-Catherine Est
- Hôtel-de-ville
- Thérèse-Casgrain

Complexe des sciences Pierre-Dansereau (métro Place-des-Arts)
- Chimie et biochimie
- Cœur des sciences
- Bibliothèque des sciences
- Président-Kennedy
- Résidences universitaires Saint-Urbain
- Sciences biologiques
- Sherbrooke
- Adrien-Pinard

Et des pavillons situés à proximité :
- Centre des sciences de Montréal
- 1001 Sherbrooke Est

## Bibliothèques
Le Service des bibliothèques de l'UQAM est composé de neuf bibliothèques distinctes et sont dirigées par Frédéric Guiliano à titre de directeur général depuis 2020 :
- Audiovidéothèque et microthèque
- Bibliothèque centrale
- Bibliothèque des arts
- Bibliothèque de musique
- Bibliothèque des sciences
- Bibliothèque des sciences de l'éducation
- Bibliothèque des sciences juridiques et politiques
- Cartothèque
- Livres rares et collections spéciales

On retrouve également plusieurs centres de documentation au sein de l'UQAM :
- Centre de documentation de l'École supérieure de mode
- Centre de documentation de l'École supérieure de théâtre (CEDEST)
- Centre de documentation du CRISE
- Centre de documentation de documentation du CARPH
- Bibliothèque d’histoire moderne du GRHS
- Centre de documentation de l'École de médias

## Identité visuelle
Le logotype de l'Université du Québec à Montréal a été créé en 1997 par le designer Frédéric Metz, professeur associé au département de Design graphique de l'École de design de l'UQAM.
Lors du dévoilement de l'identité visuelle de l'université, un tollé est soulevé quant à l'utilisation de l'accent grave (À) dans le logotype. En effet, un acronyme (qu'il soit en majuscules ou en minuscules) ne doit pas contenir de caractères accentués.
Enfin, les normes graphiques de l'UQAM stipulent clairement que son logotype contient un À mais que son acronyme ne devrait jamais inclure d'accent. Le À est donc uniquement considéré comme un dessin stylisé.

## Personnalités liées à l'université

### Professeurs
- Hubert Aquin, professeur de littérature de 1969 à 1970[71], également écrivain et militant.
- Normand Baillargeon, professeur en sciences de l'éducation, militant libertaire et collaborateur de revues alternatives ;
- Pierre Bourgault, professeur au département de communications ;
- Gaétan Breton, professeur titulaire de comptabilité, militant politique et membre du comité de rédaction de la revue À bâbord ! ;
- Pascale Brillon, psychologue ;
- Grégory Chatonsky, professeur à l'École des arts visuels et médiatiques ;
- Pierre Dansereau, professeur en sciences de l’environnement, un des fondateurs de l'écologie moderne ;
- Charles-Philippe David, professeur de science politique et titulaire de la Chaire Raoul-Dandurand en études stratégiques et diplomatiques ;
- Christian Deblock, professeur au département de science politique, spécialiste en Économie politique internationale, cofondateur de la revue Interventions Économiques ;
- Koen de Winter, professeur à l’École de design ;
- Anna Maria Di Sciullo, professeure au Département de linguistique et professeure associée au programme de Doctorat en informatique cognitive ;
- André Donneur, professeur associé au Département de science politique, spécialiste de la politique étrangère canadienne, politique internationale du Québec et sécurité régionale comparée ;
- Pierre Fortin, professeur émérite au Département des sciences économiques ;
- Ying Gao, styliste et professeure à l'École supérieure de mode ;
- Corinne Gendron, professeure au Département de stratégie, responsabilité sociale et environnementale ;
- Alfred Halasa, professeur à l'École de design. Graphiste et affichiste d'origine polonaise ;
- Stevan Harnad, professeur au Département de psychologie et pionnier du mouvement du libre accès aux publications scientifiques ;
- Bernard Landry, professeur au Département stratégie des affaires et ancien premier ministre du Québec ;
- René Laprise, professeur au Département des sciences de la Terre et de l'atmosphère et un des rédacteurs principaux du quatrième rapport d'évaluation du GIEC, qui a reçu le Prix Nobel de la Paix en 2007, ex aequo avec l'ancien vice-président des États-Unis, Al Gore ;
- Gérald Larose, professeur invité à l'École de travail social, président du Conseil de la souveraineté du Québec et ancien président de la Confédération des syndicats nationaux ;
- Léo-Paul Lauzon, professeur au Département des sciences comptables et critique social (surtout dans les médias alternatifs) ;
- Georges Leroux, professeur émérite au Département de philosophie ;
- Paul-André Linteau, professeur émérite au Département d’histoire ;
- Dan O'Meara, professeur au Département de science politique, spécialiste de la théorie des relations internationales, et de l'Afrique du Sud ;
- Nicolas Marceau, professeur au Département des sciences économiques, Membre de la Commission sur le déséquilibre fiscal (2002) et homme politique ;
- Donna Mergler, professeure au Département des sciences biologiques ;
- Karen Messing, professeure au Département de sciences biologiques ;
- Frédéric Metz, professeur associé à l’École de design ;
- Yvon Pageau, professeur au Département des sciences de la Terre ;
- Gilbert Paquette, professeur de didactique et de mathématiques, ancien ministre de la Science et de la Technologie du Québec ;
- André Robert, professeur et météorologue, pionnier des modèles numériques de prévision du temps ;
- Sébastien Rose, chargé de cours au Département d'études littéraires et cinéaste ;
- Lucie Sauvé, chercheuse émérite et professeure associée au département de didactique et à l’Institut des sciences de l’environnement ;
- Micheline de Sève, professeure titulaire au Département de science politique ;
- Luc-Normand Tellier, professeur émérite au Département d’études urbaines et touristiques ;
- France Vanlaethem, professeure émérite à l’École de design ;
- Karelle Vignon-Vullierme (1987-), blogueuse culinaire.

### Étudiants
- Nelly Arcan, baccalauréat universitaire ès lettres et maîtrise universitaire ès lettres études littéraires 2003, écrivaine
- David Altmejd, B.A. arts visuels 1998, artiste contemporain
- François Avard, baccalauréat en enseignement du français, langue première 1991 et Certificat en création littéraire 1996, auteur et scénariste
- Marie-France Bazzo, B.A. sociologie 1982 et M.A. sociologie 1986, animatrice d'Indicatif Présent et de Bazzo.tv
- Rémy Bélanger de Beauport, musicien d'improvisation libre
- Maxime Bernier, B.A. administration 1985, ministre canadien des Affaires étrangères
- Sylvie Bernier baccalauréat en administration des affaires 2003 (TÉLUQ), plongeuse olympique
- Pierre-Luc Brillant, B.A. philosophie 2000, acteur
- Sylvain Charlebois, Maîtrise en administration des affaires 2002, auteur, économiste canadien spécialisé en politiques agroalimentaires[72]
- Alexis Cossette-Trudel, vidéaste web de la chaîne Radio-Québec
- Sophie Dupuis, réalisatrice
- Marie-Louise Eteki Otabela, PH.D 1996, sociologue et femme politique camerounaise
- Joseph Facal, B.A. science politique 1983, ancien député de Fabre
- Suzanne FerlandL, B.A. en arts visuels en 2004, artiste contemporaine
- Nicolas Gill, Certificat en administration (TÉLUQ), médaillé olympique de judo
- Émilie Heymans, B.A. gestion et design de la mode 2011, médaillée olympique de plongeon
- Daniel Langlois, B.A. design graphique 1979, homme d'affaires et mécène
- Guy A. Lepage, B.A. communication 1983, animateur et producteur
- Jean-François Lépine, M.A. science politique 1979, journaliste à Radio-Canada
- Catherine Major, B.A musique 2003, auteure-compositeure-interprète
- Sylvie Moreau, B.A. art dramatique 1989, comédienne
- Mireille Mpere, B.A. gestion industrielle de la mode 2012, créatrice de mode
- Pierre Karl Péladeau, B.A. philosophie 1982, PDG de Québecor
- Luc Picard, B.A.A. 1984, acteur, réalisateur et producteur
- Patrick Pichette, B.A. administration 1987, premier vice-président et directeur financier de Google
- Danny Plourde, B.A. et M.A. études littéraires 2008, poète, romancier
- Léa Pool, B.A. communication 1978, cinéaste
- Sébastien Proulx, baccalauréat en droit 1998, ministre québécois de l'Éducation, du Loisir et du Sport
- Réal Raymond, M.B.A. 1986, PDG de la Banque nationale du Canada
- Caroline St-Hilaire, B.A. administration 1992, députée fédérale de Longueuil-Pierre-Boucher et mairesse de Longueuil
- Seynabou Sonko, écrivaine franco-sénégalaise
- Nancy Thomas, auteure québécoise
- Julien Vallée, B.A. design graphique[Quand ?], designer graphique et directeur artistique
- Liette Vasseur, Maîtrise universitaire ès sciences biologie 1987, présidente de la Commission canadienne de l'UNESCO
- Michel Venne, B.A. communication 1989, journaliste et éditorialiste au journal Le Devoir et fondateur de l'Institut du Nouveau Monde
- Denis Villeneuve, B.A. communication 1992, scénariste et réalisateur
- Martin Villeneuve, B.A. design graphique 2002, cinéaste
- Laure Waridel, Certificat en communication 1997, cofondatrice et présidente d'Équiterre
- Bénita Jacques, actrice

## Équipes sportives
L'UQAM possède des équipes (Citadins) dans 9 disciplines sportives :
- Badminton
- Basketball féminin
- Basketball masculin
- Cheerleading
- Cross-country
- Golf
- Soccer féminin
- Soccer masculin
- Volley-ball féminin

L'UQAM permet aussi à plusieurs athlètes d'évoluer, dans plusieurs disciplines, sur les différents circuits d'excellence :
- Athlétisme
- Escrime
- Natation
- Karaté

## Réseau Orbicom
L'Université du Québec à Montréal est à l'origine de la création, en mai 1994, conjointement avec l'Unesco, du réseau Orbicom, réseau mondial associant des universitaires et des professionnels de la communication et des médias, ayant pour objet de stimuler l'échange d'informations et le développement de projets conjoints, afin d'examiner comment ce domaine en constante évolution peut contribuer à promouvoir la démocratie et un développement durable. Situé au carrefour de l’enseignement, de la recherche et des pratiques professionnelles, il s'est fixé pour mission première de « développer et promouvoir le partage de savoir et d'expertise en communication par l'éducation, la recherche et l'action concrète ».

## Controverse
En février 2021, l'université est au cœur d'une controverse après qu'une étudiante ait publié une photo montrant ses seins presque nus et le logo de l'UQAM. L'étudiante en question, Hélène Boudreau, qui est travailleuse du sexe, avait publié cette photo sur ses comptes Instagram, Facebook, Twitter et OnlyFans. L'université a demandé de retirer la photo, ce qu'elle fait, sauf pour son compte Onlyfans.
Le conflit s'est prolongé quand elle a publié une nouvelle photo montrant cette dernière faisant un doigt devant un logo de l'UQÀM en montrant ses fesses. Quand l'université s'est rendu compte qu'elle n'avait pas retiré ses photos de tous ses réseaux et qu'elle a publié une autre photo dénigrant l'établissement, ils ont poursuivi l'étudiante pour 125 000 $ pour atteinte à sa réputation, car ils jugeaient les photos comme étant "pornographique et indécentes".

L'histoire fut médiatisée au Québec et un mouvement de soutiens pour l'étudiante a commencé accompagné du mot-clic #papaUQAM. Les gens ont pointé du doigt l'université qui agissait de manière paternaliste et à l'encontre de la liberté d'expression. L'université quant à elle s'est justifiée en disant:
En aucun cas, l'UQAM n'a souhaité, ni ne souhaite limiter la liberté d'expression, une valeur qui lui est chère, Elle nourrit pas plus au préjugé à l'endroit du travail du sexe comme certaines personnes l'ont prétendu. Le cœur de sa démarche est l'utilisation de son nom et de son logo dans un contexte inapproprié et la commercialisation de ceux-ci pour promouvoir un site Web payant de photos intimes.
En avril 2021, l'université et la finissante ont signé une entente hors cours avec comme condition que cette dernière ne republie plus ses photos de finissante.

## Prix et distinctions
En 2015, selon les classements du QS World University Rankings et du Times Higher Education, l'UQAM figurait parmi les 100 meilleures universités au monde ayant été créées ces 50 dernières années,. Elle s’est vu décerner à neuf reprises au cours des onze dernières années le prix le plus prestigieux de la simulation des Nations unies à New York (NMUN), soit le Outstanding Delegation Award.